# Ревдель
Ревдель (в верховье Большой Ревдель) — река в России, протекает по Свердловской области. Устье реки находится в 35 км от устья Бардыма по правому берегу, в урочище Ревдель (бывшая одноимённая деревня). Длина реки составляет 31 км. Перед устьем впадает правый приток — река Хмелевка.

## Данные водного реестра
По данным государственного водного реестра России относится к Камскому бассейновому округу, водохозяйственный участок реки — Уфа от Нязепетровского гидроузла до Павловского гидроузла, без реки Ай, речной подбассейн реки — Белая. Речной бассейн реки — Кама.
Код объекта в государственном водном реестре — 10010201112111100020728.